# Strip (canción de Chris Brown)
«Strip» es una canción de R&B interpretada por el cantante estadounidense Chris Brown. Ésta fue producida por el grupo estadounidense Tha Bizness .Pertenece al mixtape Boy In Detention y la canción fue escrita por Chris Brown y Kevin McCall y fue llevada a la radio el 6 de diciembre de 2011.